# Myrmecophilus oculatus
Myrmecophilus oculatus är en insektsart som beskrevs av Miram 1930. Myrmecophilus oculatus ingår i släktet Myrmecophilus och familjen Myrmecophilidae. Inga underarter finns listade i Catalogue of Life.